# Manfred Reddemann
Manfred Reddemann (* 9. November 1939 in Coesfeld; † 23. April 2020 in Hamburg) war ein deutscher Schauspieler und Synchronsprecher.

## Leben

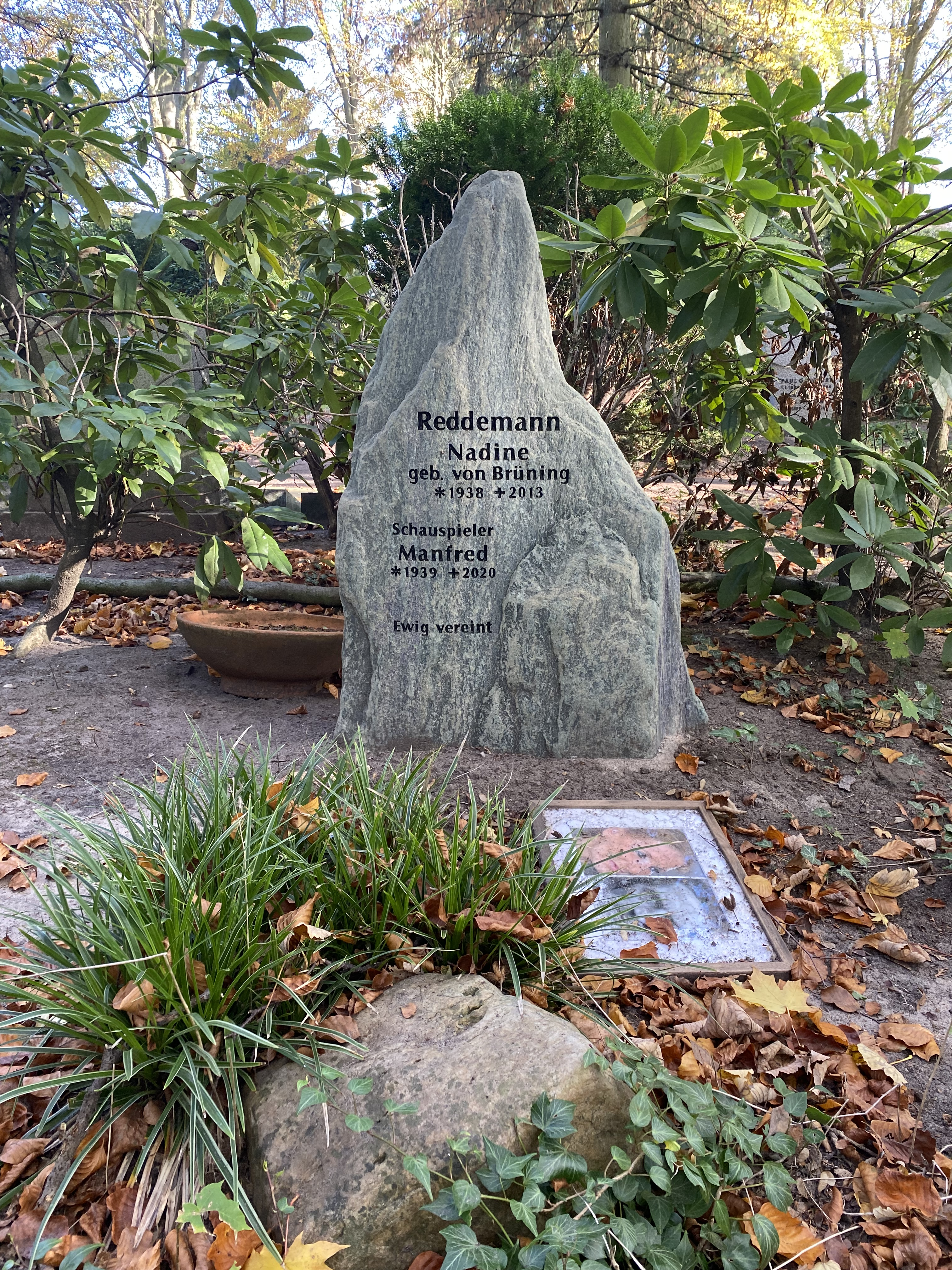
Grabstätte

Reddemann nahm nach seiner Schulzeit Schauspielunterricht und begann seine Bühnenkarriere am Theater von Kleve. Weitere Stationen waren das Bremer Zimmertheater unter der Leitung von Günther Huster, sowie in Hamburg das Ernst Deutsch Theater, das Theater im Zimmer, das Ohnsorg-Theater (auch im Fernsehen) und die Hamburger Kammerspiele. Außerdem spielte Reddemann einige Jahre bei den Karl-May-Spielen Bad Segeberg, erstmals 1967 (Wokadeh in "Unter Geiern"). Zumeist gab er die Rolle des Schurken (im Buch "Karl May am Kalkberg" wird er als der "Oberbösewicht" bezeichnet, dem gerade die fiesen Rollen besonders liegen). So war er z. B. Parranoh/Tim Finnetty 1979 in „Old Firehand“ oder der "Schnelle Pfeil" 1980 im „Tal des Todes“. In den Jahren 1988 in „Winnetou, der Appache“ (General) und 1989 in „Der Schatz im Silbersee“ (Brinkley) war er in der Kalkberg-Arena der Gegenspieler von Winnetou-Legende Pierre Brice, 1990 in „Winnetous letzter Kampf“ spielte er sogar dessen Mörder (Fred Morgan). 
Er wirkte in einigen Spielfilmen mit, darunter 1969 als Major Falke in Luftschlacht um England. Auch übernahm er Rollen in zahlreichen Fernsehproduktionen und wurde ein vielbeschäftigter Synchronsprecher, der unter anderem Kris Kristofferson, Peter Lawford und Adriano Celentano synchronisierte. Außerdem arbeitete Reddemann für den Hörfunk.
Manfred Reddemann verstarb im Alter von 80 Jahren und wurde auf dem Alten Niendorfer Friedhof in Hamburg beigesetzt.

## Filmografie
- 1964: Der Feuerteufel (Serie Hafenpolizei)
- 1966: Der Fall Kapitän Behrens – Fremdenlegionäre an Bord
- 1966: Fahrerflucht um Mitternacht (Serie Cliff Dexter)
- 1966: Kurswagen nach Zürich (Serie: Intercontinental Express)
- 1967: Hagbard und Signe (Den røde kappe)
- 1967: Der Blumenstrauß (Serie Polizeifunk ruft)
- 1968: Nationalkomitee Freies Deutschland (1968)
- 1968: Der Arzt von St. Pauli
- 1969: Weiße Rosen um halb zehn (Serie Polizeifunk ruft)
- 1969: Marinemeuterei 1917
- 1969: Todesschüsse am Broadway
- 1969: Auf der Reeperbahn nachts um halb eins
- 1969: Kim Philby war der dritte Mann
- 1969: Luftschlacht um England (Battle of Britain)
- 1969: Alles auf Sieg (Serie Percy Stuart)
- 1969: Zollkontrolle (Serie Reisedienst Schwalbe)
- 1970: 5 Freunde in der Tinte (De 5 i fedtefadet)
- 1970: Heintje – Mein bester Freund
- 1970: Ständig in Angst (Hauser's Memory)
- 1970: Der Portland-Ring
- 1970: Auftrag Mord
- 1971: Das Freudenhaus
- 1971: Kein Geldschrank geht von selber auf. Die Eddie Chapman Story
- 1972: Die letzte Chance (Serie Semesterferien)
- 1972: Nicht Lob – noch Furcht. Graf Galen, Bischof von Münster
- 1973: Kassensturz um Mitternacht (Serie Sonderdezernat K1)
- 1973: Tatort: Das fehlende Gewicht
- 1973: Inglisches Pfund (Serie Im Auftrag von Madame)
- 1973: Bauern, Bonzen und Bomben (Mehrteiler)
- 1974: Awuku (Serie Hamburg Transit)
- 1974: Der Tod der Schneevögel
- 1975: Anonym (Serie Motiv Liebe)
- 1975: Ein deutsches Attentat
- 1975: Schließfach 763
- 1976: Charleys Tante
- 1979: Le Roi qui vient du sud (Mehrteiler)
- 1981: François Villon
- 1981: Mutter ist die Beste
- 1981: Die Rache eines V-Mannes (Serie Sonderdezernat K1)
- 1983: Nordlichter: Geschichten zwischen Watt und Weltstadt (Serie)
- 1983: Geschichten aus der Heimat (Fernsehserie) Folge: Sag „Prost Neujahr“, Liebling
- 1984: Jagger und Spaghetti
- 1985: A Song for Europe
- 1986: Gift, Schnaps und Meeresleuchten (Serie Geschichten aus der Heimat)
- 1986: Finkenwerder Geschichten (Serie)
- 1986: Computer kennen keine Kollegen (Serie Detektivbüro Roth)
- 1986: Novemberkatzen
- 1988: Der Krähenbaum
- 1989: Doppelgänger
- 1991: Treffpunkt Kino; Prinz von Theben (Serie Großstadtrevier)
- 1991: Prinz von Theben (Serie Großstadtrevier)
- 1992: Zu hoch gepokert (Serie Die Männer vom K3)
- 1995: Sturm auf Gotland (Störtebeker-Festspiele)
- 1996: Piraten der Westsee (Störtebeker-Festspiele)
- 1996: Tatort: Tod auf Neuwerk
- 1998: Der Koffer (Serie Großstadtrevier)
- 2000: Zwei Asse und ein König
- 2005: Piraten vor Britannien (Störtebeker-Festspiele)
- 2006: In Henkers Hand (Störtebeker-Festspiele)
- 2010: Der Fluch des Mauren (Störtebeker-Festspiele)